# تفقيط
أصل الكلمة:
الكلمة مشتقة من الجذر “فقط”، والذي يشير إلى الحصر أو التحديد.
التفقيط هي عملية كتابة الأعداد كتابة لفظية بدلًا من كتابتها رمزيًا بالأرقام، وذلك خوفًا من التلاعب بالأرقام وتغييرها. يصاحب عملية التفقيط عبارة «فقط لا غير» وذلك منعًا بتلاعب بالأرقام. ويبرز استخدام التفقيط في كتابة المستندات المالية والصكوك والعقود التجارية وغيرها من المعاملات المالية الأخرى. فيضاف إلى جانب العدد المكتوب رمزيًا بالأرقام عدد آخر مكتوب لفظيًا بالحروف.
استخدامات تفقيط:
1.	في العقود لضمان عدم تغيير المبالغ المكتوبة.
2.	في الفواتير لضمان صحة الأرقام المكتوبة.
3.	في الشيكات لتجنب التزوير.
مثال:
إذا كان الرقم 1250، عند كتابته باستخدام التفقيط يصبح:
•	بالعربية: ألف ومائتان وخمسون.
•	بالإنجليزية: One Thousand Two Hundred Fifty.